# 糸魚川・能生の舞楽
糸魚川・能生の舞楽（いといがわのうのぶがく）は、1980年1月28日に重要無形民俗文化財に指定された、新潟県糸魚川市に伝わる以下の2つの舞楽(稚児舞)の総称である。

## 概要
- 天津神社舞楽（糸魚川市大字一の宮 天津神社、保護団体は天津神社舞楽会、眉を鬢付け油で塗りつぶす）（糸魚川の舞楽/地図）

- 白山神社舞楽（糸魚川市大字能生 白山神社、保護団体は白山神社文化財保存会、眉を剃る）（能生の舞楽/地図）

何れも小学生位の少年数名が平安時代風の白塗りの厚化粧(眉を剃るか鬢付け油で塗りつぶす(引眉))をして艶麗な装束で舞う典雅で可憐な舞である。舞楽の流れを汲み、曲名も舞楽と共通のものが多いが、曲調や楽器編成は雅楽の傾向から離れ、里神楽に近い。